# 洪金权
洪金权（2003年3月23日—），中国男子游泳运动员，2018年夏季青年奥运会混合4×100米混合泳接力金牌得主、男子4×100米混合泳接力银牌得主和混合4×100米自由泳接力铜牌得主、2022年亚洲运动会男子4×200米自由泳接力银牌得主。